# Prolasius quadratus
Prolasius quadratus är en myrart som beskrevs av Mcareavey 1947. Prolasius quadratus ingår i släktet Prolasius och familjen myror. Inga underarter finns listade i Catalogue of Life.